# Apaixonando Você Outra Vez
Apaixonando Você Outra Vez é o décimo terceiro álbum de estúdio da dupla Rayssa & Ravel, lançado em novembro de 2009 pela gravadora MK Music, com produção de Wagner Carvalho e da banda Yahoo.
O álbum é formado por um repertório integralmente romântico, seguindo como uma continuação da proposta do disco Apaixonando Você, lançado pela dupla em 2005.[carece de fontes?] As diferenças consistem na produção musical de Wagner Carvalho, que passa a produzir a dupla nos três discos sucessores, e também pela temáticas das músicas, que abordam namoros de jovens, desilusões amorosas e crises. O projeto conta com composições autores e de outros nomes, como Josias Maciel, Junior Teixeira, integrantes do Yahoo e também de Anderson Freire, autor de "Pedido de Namoro", carro-chefe do trabalho.

## Antecedentes
Em 2005, Rayssa & Ravel lançou Apaixonando Você, o primeiro álbum de um artista evangélico brasileiro a ter um repertório completamente romântico. A obra dividiu opiniões da crítica e do público, embora tenha ganhado um disco de ouro por vender mais de 50 mil cópias. Em 2010, Rayssa chegou a dizer que "Acho que nós somos os únicos cantores que tiveram a ousadia e a coragem de gravar um CD só romântico. Deu tão certo que nós fizemos dois da faixa 01 a 13 todo romântico".

## Gravação
Apaixonando Você Outra Vez teve produção compartilhada entre o baterista Wagner Carvalho, que já tinha trabalhado com a banda como músico de estúdio no álbum Outra Vez, responsável pela produção de 9 músicas, e a banda Yahoo, na época representada pelo guitarrista Sérgio Knust, o baixista e vocalista Zé Henrique e o baterista Marcelão, que assinaram a produção de quatro canções. Os músicos ainda assinaram "Dilúvio de Amor" juntamente com Rayssa.
Sobre a produção do álbum, Ravel disse:

O Waguinho pegou a essência e captou nossa ideia. Quanto ao Yahoo, nós já admirávamos muito o trabalho deles como arranjadores e produtores, são ótimos profissionais. Quando surgiu o convite, eles aceitaram.— Ravel, em 2009.
A parceria entre Rayssa & Ravel com a banda Yahoo ainda foi mantida no álbum sucessor, Sonhos de Deus, em que a banda assinou a produção de quase todas as músicas.

## Lançamento e recepção
| Críticas profissionais | Críticas profissionais |
| Avaliações da crítica  | Avaliações da crítica  |
| Fonte                  | Avaliação              |
| ---------------------- | ---------------------- |
| Super Gospel           | [ 4 ]                  |

Apaixonando Você Outra Vez foi lançado em novembro de 2009 pela gravadora MK Music. Retrospectivamente, a obra recebeu uma avaliação com cotação de 3 estrelas de 5 do Super Gospel. O texto defende que a obra é mais pop em comparação ao trabalho anterior, e que "o repertório não brilha tanto quanto ao primeiro, mas aborda temáticas joviais, como crises em relacionamentos e os desafios em torno das declarações de amor".
"Pedido de Namoro" foi a música de trabalho do álbum, que chegou a receber uma versão em videoclipe.

## Faixas
A seguir lista-se as faixas, compositores e durações de cada canção de Apaixonando Você, segundo o encarte do disco.
| N.º            | Título                   | Compositor(es)                           | Duração |  |
| 1.             | "Sem Noção"              | Anderson Freire                          | 3:43    |  |
| 2.             | "Vírgulas"               | André Freire                             | 4:04    |  |
| 3.             | "Ficar Contigo"          | Ayra Peres Gilson Ravel                  | 3:57    |  |
| 4.             | "Parece que Foi Ontem"   | Freire                                   | 4:07    |  |
| 5.             | "Sol de Verão"           | Rayssa                                   | 3:50    |  |
| 6.             | "Dilúvio de Amor"        | Rayssa Marcelão Sérgio Knust Zé Henrique | 3:40    |  |
| 7.             | "Pedido de Namoro"       | Freire                                   | 4:33    |  |
| 8.             | "Um pro Outro"           | Naum                                     | 4:18    |  |
| 9.             | "Ter Você"               | Léo Castro Naum                          | 3:10    |  |
| 10.            | "Meu Coração é Teu"      | Rayssa Ravel                             | 3:43    |  |
| 11.            | "Pra Sempre Um"          | Junior Maciel Josias Teixeira            | 4:23    |  |
| 12.            | "Eu Só Queria Ser Feliz" | Castro Zaqueu Barros                     | 3:40    |  |
| 13.            | "Só Dá Você"             | Rayssa                                   | 4:08    |  |
| Duração total: | Duração total:           | Duração total:                           | 47:17   |  |